# Urtam
Urtam (ros. Уртам) – wieś (sieło) w Rosji, w obwodzie tomskim, w rejonie kożewnikowskim. W 2021 liczyła 1297 mieszkańców.